# Hijab - Mulheres de véu
Hijab - Mulheres de véu (lit. ‘Hijab - Dones de vel’) és un documentari brasiler del 2013. Va ser dirigit per Paulo Halm, produït per Canhota Filmes i distribuït per Formosa Filmes.

## Sinopsi
Patricia, Zahreen, Jamile, Maria, Jamila i Marcela, totes sis de la ciutat de Rio de Janeiro, van decidir de convertir-se a la religió islàmica i van començar a dur el hijab, un vel tradicional que cobreix el cabell de les dones musulmanes. El film hi estableix un diàleg i mostra les conseqüències d'aquest camí en llurs vides en relació amb la família, l'escola i la feina.